# Jeff Stans
Jeff Stans (Vlaardingen, 20 marzo 1990) è un ex calciatore olandese, di ruolo centrocampista.

## Carriera
Ha giocato in Eredivisie con l'RKC Waalwijk.

## Palmarès

### Club

#### Competizioni nazionali
- Eerste Divisie: 1

RKC Waalwijk: 2010-2011